# Sab (Altes Ägypten)
Der Titel Sab beschreibt ein hohes Amt im Alten Ägypten, das von Prinzen, Priestern und Würdenträgern ausgeübt wurde. Der Titel ist seit der 1. Dynastie belegt. Es ist der älteste Titel des Alten Ägyptens, der unter anderem das Amt eines Richters beschreibt.

## Aufgaben
Sab beaufsichtigten in der Frühzeit Priesterschaften sowie administrative Verwaltungsvorgänge in Tempeln und Palästen. „Sab“ konnte ein religiöser Titel sein, wenn er mit einer bestimmten Gottheit verknüpft war (zum Beispiel: Sab Re; „Ehrwürdiger des Re“ oder „Schakal des Re“). Er konnte alternativ auch ein Titel für besonders verdiente Beamte und Höflinge sein. Während der Frühzeit und des Alten Reiches war der Titel „Sab“ königlichen Angehörigen vorbehalten. Etwa ab Beginn des Alten Reiches (erstmalig unter König Djoser) ist der Titel für das Amt des Richters sicher belegt. Er mag aber schon im Frühen Reich diese Funktion gehabt haben. Nun übernahmen Sab eine wichtige Rolle im höfischen Gerichtswesen. Statuen und Dokumente seit dem späten Alten Reich belegen, dass auch Frauen dieses Amt bekleiden durften.